# Mir Kuh-e Vosta
Mir Kuh-e Vosta (em persa: ميركوه وسطي, também romanizado como Mīr Kūh-e Vosţá e Mīrkūh-e Vosţá ; também conhecido como Mīr Kūh e Mīr Kūh-e 'Alīmīrzā) é uma vila no Distrito Rural de Razliq, no Distrito Central do Condado de Sarab, Província do Azerbaijão Oriental, Irã. No censo de 2006, sua população era de 122, em 26 famílias.